# Lobuche
Lobuche (anche nota come Lobuje) è una montagna del Nepal molto vicina al Ghiacciaio Khumbu. Possiede due vette principali, Lobuche lontano est e Lobuche Est (spesso confuso con Lobuche Ovest che è un'altra montagna sita verso occidente). Alta 6.145 metri, il picco Lobuche Est è 26 metri più elevato. Tra i due picchi vi è una lunga cresta profondamente dentellata.
La prima ascensione, di cui si ha notizia, del Lobuche Est venne realizzata da Laurence Nielson e dallo Sherpa Ang Gyalzen il 25 aprile 1984.